# Dziwadła i ludzie
Dziwadła i ludzie, inny tytuł polski O potworach i ludziach (ros. Про уродов и людей) – rosyjski dramat historyczny z 1998 roku w reżyserii Aleksieja Bałabanowa. Film nagrodzony w 1999 Nagrodą Nika, przyznawaną przez Rosyjską Akademię Filmową.

## Opis fabuły
Akcja filmu rozgrywa się na początku XX wieku w Petersburgu. Do miasta przyjeżdża Logan, który zajmuje się produkcją zdjęć erotycznych, sprzedawanych potem służącym i kobietom z wyższych sfer. Z czasem rozwija swoją działalność, zatrudniając Wiktora Iwanowicza i Putiłowa, który potrafi obsługiwać kinematograf. Z czasem coraz większe zainteresowanie budzą bracia syjamscy, usynowieni przez dr Stasowa. Cała rodzina Stasowa, zniewolona przez Logana i jego pomocników staje się wolna dopiero, kiedy Logana zabija atak padaczki, a jeden z braci syjamskich z pistoletu ciężko rani Wiktora Iwanowicza. Bracia wyjeżdżają na wschód Rosji, w poszukiwaniu rodziny, w przeciwnym kierunku wyjeżdża młoda Liza.

## Produkcja
Zdjęcia kręcono w Petersburgu. Film zrealizowano w sepii.

## Obsada
- Siergiej Makowiecki jako Logan
- Wiktor Suchorukow jako Wiktor Iwanowicz
- Andżelika Niewolina jako Jekatierina Stasowa
- Dinara Drukarowa jako Liza
- Wadim Prochorow jako Putiłow
- Aleksandr Miezencew jako dr Stasow
- Igor Szibanow jako inżynier Radłow
- Daria Liesnikowa jako Grunia

## Nagrody i wyróżnienia
Odtwarzająca rolę Lizy Dinara Drukarowa została uhonorowana Europejską Nagrodą Filmową dla najlepszej aktorki. W 1999 obraz Bałabanowa otrzymał dwie nagrody Nika - za film i za reżyserię.